# Gilles Gauthier (dramaturge)
 (décembre 2017).
Si vous disposez d'ouvrages ou d'articles de référence ou si vous connaissez des sites web de qualité traitant du thème abordé ici, merci de compléter l'article en donnant les références utiles à sa vérifiabilité et en les liant à la section « Notes et références ».
Ne doit pas être confondu avec Gilles Gauthier (homme politique).
Gilles Gauthier, né en 1957, diplômé en lettres et en éducation, a été professeur à l'Université de Montréal et a collaboré à de nombreux ouvrages, vidéos et disques pour l'enseignement du français.
Comme auteur dramatique, il a écrit, à partir de 1979, des pièces pour enfants qui ont été présentées dans divers festivals internationaux.

## Publications
- Le gros problème du petit Marcus, illustrations de Pierre-André Derome, La Courte échelle, 1992

## Prix et distinctions
- 1993 - Prix du livre M. Christie
- 1996 : (international) « Honour List »[1] de l' IBBY, catégorie Auteur, pour ''Le gros problème du petit Marcus (illustrations de Pierre-André Derome)
- 2000 - Grand Prix littéraire de la Montérégie
- 2001 - Grand Prix littéraire de la Montérégie
- 2002 - Grand Prix littéraire de la Montérégie